# Opel 9/25 PS
L’Opel 9/25 PS est une voiture de la catégorie grande routière construite par Adam Opel KG de 1916 à 1922 pour succéder au modèle 8/22 PS.

## Historique et technologie
La 9/25 PS avait un moteur plus gros que celui de sa prédécesseur, la 8/22 PS. Le moteur était un moteur quatre cylindres d’une cylindrée de 2 332 cm³ qui produisait 28 ch (20,6 kW) à 1 600 tr/min. La puissance du moteur était transmise à l’essieu arrière via un embrayage à cône en cuir, une boîte de vitesses manuelle à quatre vitesses et un arbre à cardan. La vitesse maximale de la voiture était de 65 km/h.
Le cadre était constitué de poutres longitudinales en acier et de faux-châssis pour accueillir les deux essieux rigides, qui étaient suspendus à des ressorts à lames semi-elliptiques. Le frein de service agissait sur l’arbre de sortie de la transmission.
Il y avait quatre styles de carrosserie, un phaéton à deux places, une voiture de tourisme à quatre places, une limousine Pullman quatre portes et un landaulet spécial ayant les caractéristiques d’une voiture de tourisme.
En 1922, la construction de la 9/25 PS est arrêtée. Les successeurs sont les modèles 9/30 PS et 10/30 PS.